# Spinalna dermoidna i epidermoidna cista
Spinalna dermoidna i epidermoidna cista su benigne, kongenitalne tvorevine obložene epitelom, koje u svojoj šupljini sadrže ćelijske strukture kože, folikule kose ili lojne žlezde.  Njihova etiologija može biti  kongenitalna ili jatrogena, ili posledica poremaćaja u embrionalnom razvoju kada se epidermalne ćelije implantiranih unutar spinalnog kanala (za vrijeme zatvaranja neuralne cevi između treće i pete sedmice embrionalnog života).
Ove ciste su sporo rastuće a operacija je metoda izbora. Potpuno uklanjanje ciste je uspešno, i najčešće moguće izuzev u retkim slučajevima kada je cista adherentna sa nervnim tkivom.

## Epidemiologija
Spinalne dermoidne i epidermoidne ciste su retke, i javljaju se u 0,5% — 1% svih spinalnih tumora, mada se smatra da čine do 10% svih intraspinalnih tumora kod dece. Oko 40% ovih cisti locirano je intramedularno, najčešće u subduralnom, ekstramedularnom prostoru lumbosakralnog područja. Prema jednoj od studija...
u seriji od 15 pacijenata sa intraduralnim disembriogenetskim tumorima kičme, lokacija tumora bilo je u torakalnoj regiji u tri slučaja, lumbalnom delu kićmene moždina i konus u šest, kaudi ekvini u četiri i filum terminale u dva slučaja.
Iako je prisutna od rođenja, spinalne dermoidne i epidermoidne cista često se ne otkrivaju kao urođeni epidermoidni tumor, već bivaju otkrivene mnogo kasnije, od  druge do četvrte decenije života (pa čak i do 8. decenija), jer su uglavnom asimptomatske.

## Etiopatogeneza
Ove ciste koje nastaju unutar kičmene moždine, formiraju se toku embrionalnog razvoja nervnog sistema, kao posledica implantacija ektodermalnih ćelija tokom zatvaranja neuralne cevi između treće i pete nedelje embrionskog života. 
Same po sebi, ako nisu udružene sa drugim razvojnim anomalijama, retko izazivaju simptome. Zbog ograničenosti prostora u kičmenog kanalu, ove cite mogu da vrše pritisak na kičmenu moždinu ili spinalne živce. To kod bolesnika izazva  brojne neurološke tegobe i zahteva njihovo operativno uklanajnje. 
Razlika između ove dvevrste cista je tip ćelija koje oblažu zid ciste. Dermoidne ciste sadrže ćelije kože, proizvode ćelija kože i druge komponente kože, dok epidermoidne ciste sadrže samo jednostavne ćelije kože.
Pretežno se dijagnostikuju kod dece, a manje kod odraslih, ali sveukupno su jako retke. Mogu biti prisutne odmah nakon rođenju ili se mogu razviti u kasnijem periodu života.

## Klinička slika
Poznato je da su dermoidne i epidermoidne ciste u kičmi najćešće asimptomatske, sve dok ne počnu da rastu, u 2 do 10 godini života.  života. Kada postanu simptome zbog rasta i kompresije kičmenih strukture, praćene su, motornim i senzornim poremećajima, bolovima, disfunkcijom creva ili bešike.
Iako klinička slika zavisi od veličine ciste i njene lokacije, neki od uobičajenih simptoma uključuju:
- Slabost i malaksalost muskulature
- Nezgrapne pokrete
- Teško hodanje
- Gubitak kontrole mokraćne bešike
- Osećaj ubadanja igala u rukama ili nogama

## Dijagnoza
Kičmena dermoidna i epidermoidna cista se dijagnostikuju na osnovu anamneze, kliničkog pregleda i medicinskog imidžinga.
Medicinski imidžing
- MRI skeniranje — prikazuje detaljno stanje nervnih struktura unutar kičmenog stuba.
- CT skenovi - pružaju poboljšanu definiciju koštanih struktura kičmenog stuba, sa svim detaljima.[7]

## Diferencijalna dijagnoza
Diferencijalna dijagnoza epidermoidne ciste uključuje 
- spinalnu arahnoidnu cistu,
- dermoidnu cistu
- neurenteričnu cistu.[9]

## Terapija
Hirurško uklanjanje je opcija izbora za simptomatske spinalne dermoide i epidermoidne ciste, čak i one sa rupturom. Glavni cilj terapije je potpuno uklanjanje ciste, mada to ponekad nije moguće, posebno ako je zid ciste adherentan sa normalnim nervnim tkivom. Pod ovim okolnostima neurohirurg će na cisti ukloniti što je veći deo tkiva.
Jedna od metoda lečenja je laminektomija i mikrohirurška resekcija ciste, koja se izvodi tako što se prvo otvori i ukloni koštani krov spinalnog kanala, poznat kao lamina, da bi se pristupilo neuralnoj cevi, da bi se zatim uz upotrebu mikroskopa za poboljšanu vizualizaciju, specijalizovanim mikro instrumente i mikrokirurškom tehnikom izvršilo uklanja ciste.

## Komplikacije
Svaki incident koji povećava intraabdominalni i intraspinalni pritisak, podložan je pucanju ciste. Padovi, teški kašalj i kijanje su primeri takvih incidenata. 
Ako cista pukne, dolazi do diseminiranja sadržaja ciste, što može proizvesti snažnu inflamatornu reakciju.
U jednoj studija kao kompikacija opisana je opta slabost i urinarna inkontinencija kod pacijenta nakon operacije.

## Literatura
- Maiuri F, Gangemi M, Cavallo LM, De Divitiis E (2003). „Dysembryogenetic spinal tumours in adults without dysraphism”. Br J Neurosurg. 17 (3): 234—8. PMID 14565519. doi:10.1080/0268869031000153116..  Back to cited text no. 1
- Jeong IH, Lee JK, Moon KS, Kwak HJ, Joo SP, Kim TS Iatrogenic Intraspinal Epidermoid Tumor: Case Report Paediatric Neurosurgery 42  395–8.  Back to cited text no. 2
- Reina MA, López-García A, Dittmann M, de Andrés JA, Blázquez MG (1996). „Iatrogenic spinal epidermoid tumors. A late complication of spinal puncture”. Rev Esp Anestesiol Reanim. 43: 142—6..   Back to cited text no. 3
- Scarrow AM, Levy EI, Gerszten PC, Kulich SM, Chu CT, Welch WC. Scarrow, A. M.; Levy, E. I.; Gerszten, P. C.; Kulich, S. M.; Chu, C. T.; Welch, W. C. (2001). „Epidermoid cyst of the thoracic spine: Case history”. Clin Neurol Neurosurg. 103 (4): 220—2. PMID 11714565. doi:10.1016/S0303-8467(01)00156-1..  Back to cited text no. 4
- Er U, Yigitkanli K, Kazanci A, Bavbek M (2006). „Primary lumbar epidermoid tumor mimicking schwannoma”. J Clin Neurosci. 13 (1): 130—3. PMID 16410215. doi:10.1016/j.jocn.2005.03.020..   Back to cited text no. 8
- Bretz A, Van den Berge D, Storme G (2003). „Intraspinal epidermoid cyst successfully treated with radiotherapy case report”. Neurosurgery. 53 (6): 1429—31. PMID 14633311. doi:10.1227/01.NEU.0000093828.70768.40..  Back to cited text no. 9

## Spoljašnje veze
|  | Molimo Vas, obratite pažnju na važno upozorenje u vezi sa temama iz oblasti medicine (zdravlja). |